# Handley Page H.P.54 Harrow
«Гендлі Пейдж H.P.54 Герров» (англ. Handley Page H.P.54 Harrow) — британський двомоторний середній бомбардувальник і транспортний літак, що перебував на озброєнні Королівських ПС Великої Британії перед і за часів Другої світової війни.

## Історія створення

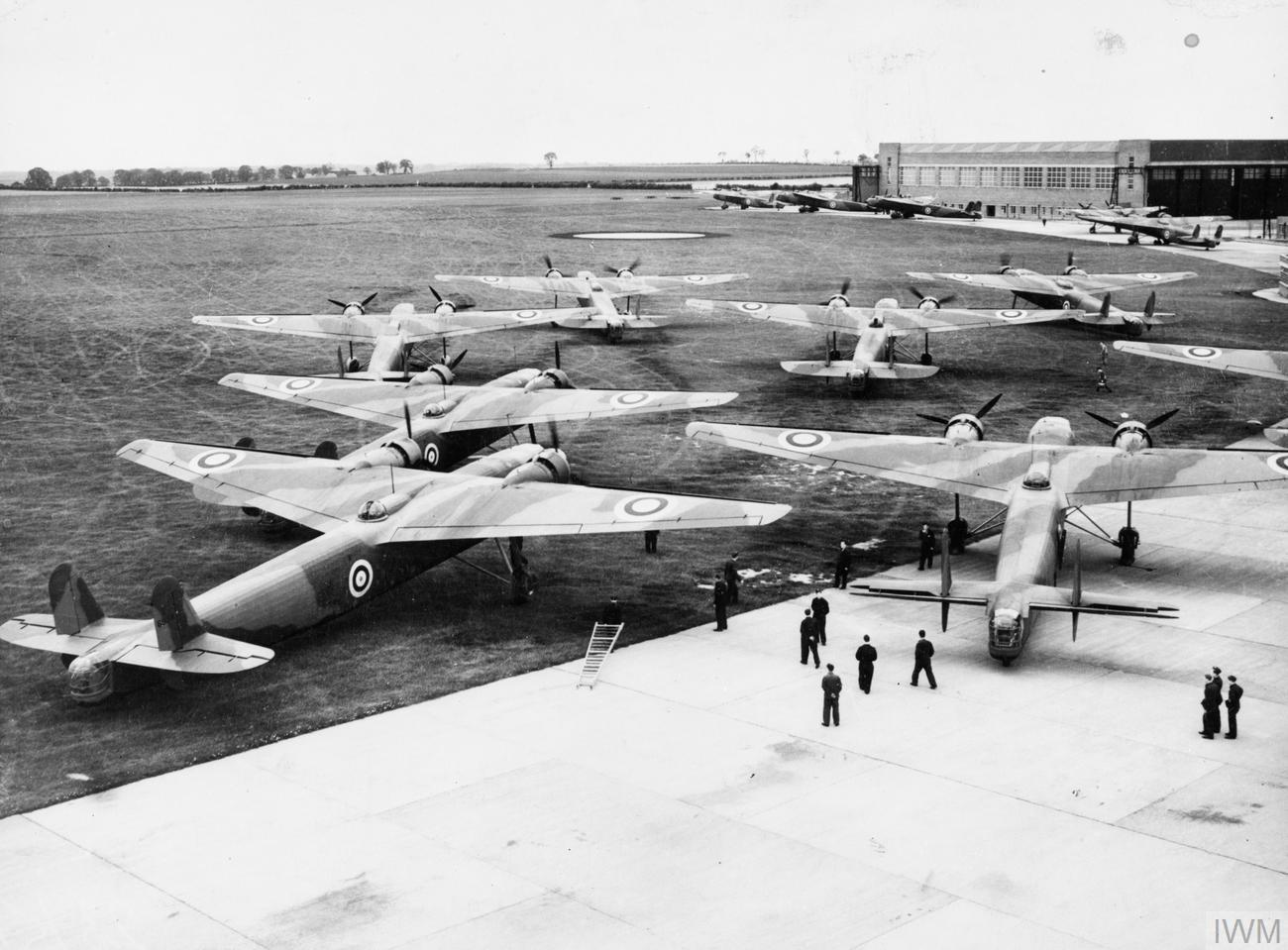
Harrow 214-ї ескадрильї. Весна 1938 року.

Проєкт компанії Handley Page H.P.54 був підготовленою до серійного виробництва модифікацією попереднього проєкту Handley Page H.P.51, який в свою чергу був монопланом на базі біплана Handley Page H.P.43. Компанія розглядала H.P.54 як кандидат на специфікацію міністерства авіації номер C.26/31 на виготовлення транспортного літака/бомбардувальника. Проте ця модифікація була відкинута самим міністерством, оскільки стало зрозуміло що вимоги в ній стали застарілими, натомість в червні 1935 була видана нова специфікація B.29/35 спеціально для H.P.54. Згідно специфікації H.P.54, який отримав військове ім'я Harrow, мав використовуватись як перехідний бомбардувальник, доки не буде виготовлено достатньої кількості новітніх бомбардувальників (Whitley чи Wellington), а після цього перейти до транспортних ролей. Через це 14 серпня 1936 року, ще до готовності першого прототипу, міністерство зробило замовлення на 100 літаків.
Перший «Герров» піднявся в повітря 10 жовтня 1936 року і оснащувався двигунами Bristol Pegasus X без захисного озброєння. Останнє було додано вже після надходження в війська і складалось з кулеметів в носі, хвості і верхній турелі. Як і передбачалось «Герров» швидко був замінений новішими літаками і виробництво було припинене в грудні 1937 року після виробництва 100 літаків.

## Модифікації
- Harrow Mk.I — оснащувався двигунами Bristol Pegasus X потужністю 830 к.с. (620 кВт.). Побудовано 19 літаків.
- Harrow Mk.II — оснащувався двигунами Bristol Pegasus XX потужністю 925 к.с. (690 кВт.). Побудовано 81 літак.

## Історія використання

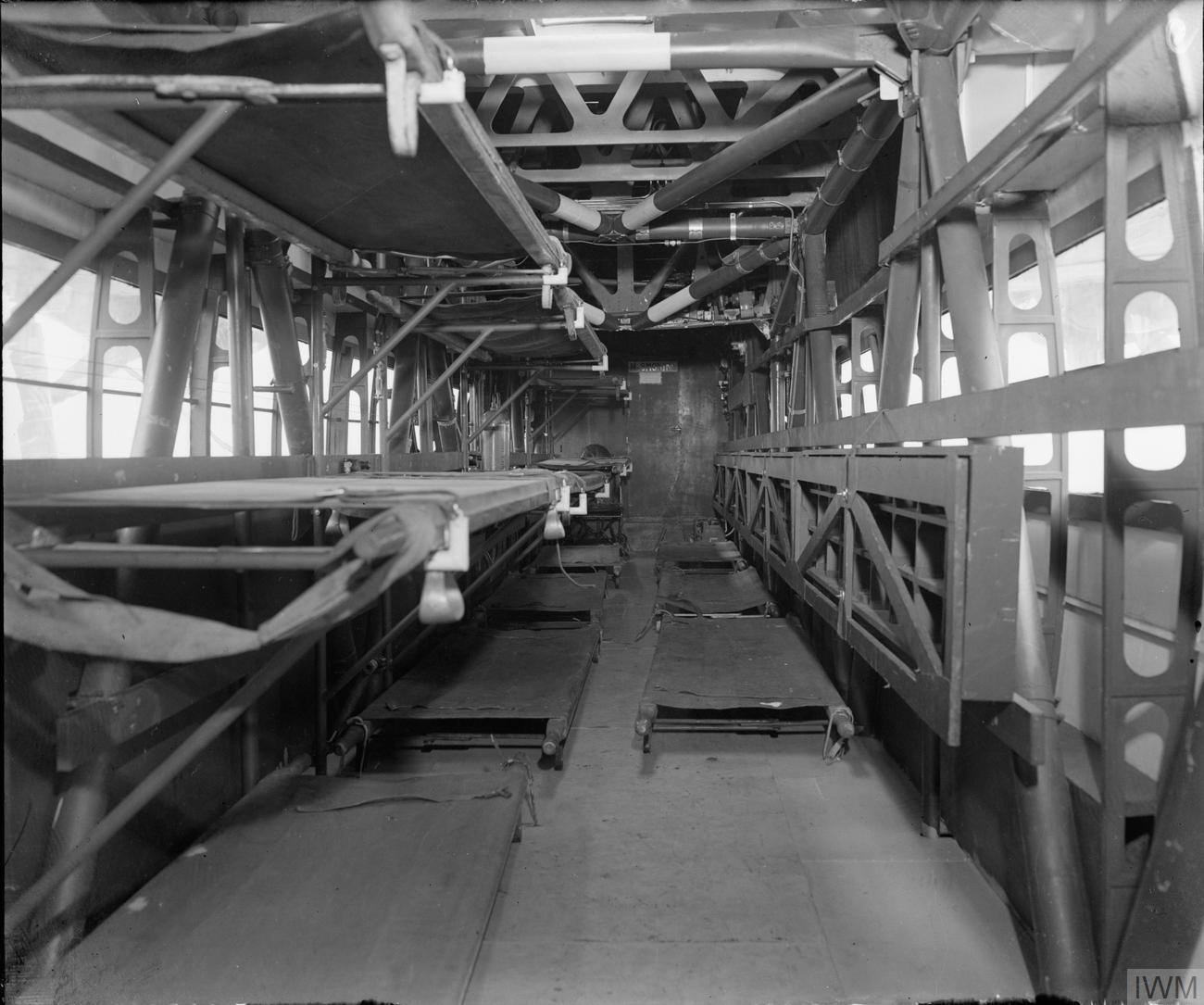
Інтер'єр медичного Harrow 271-ї ескадрильї. Літак міг перевозити 13 лежачих пацієнтів.

Першими нові бомбардувальники отримала 214-а ескадрилья в січні 1937 року, для заміни біпланів Vickers Virginia, а до кінця року ще чотири ескадрильї (37-а, 75-а, 115-а і 215-а) теж були переозброєнні. Проте до початку Другої світової «Герров» вже був переведений на транспортні ролі.
В жовтні 1940 року було створено спеціальне «крило 420» в якому «Герров» брав участь в експерименті «Пандора». В експерименті «Геррови» мали нести боєприпаси LAM (Long Areal Mines — Довгі повітряні міни), які являли собою маленькі бомби на парашутах з 600 метровим тонким дротом знизу. Ці міни мали бути скинуті на шляху німецьких бомбардувальників, і коли б ворожий літак зачепив один з дротів, бомба мала б спуститись по дроті і вибухнути при контакті з літаком. Після трьох місяців випробувань експеримент був визнаний невдалим, хоча таким чином було збито чотири літаки, а «крило 420» було реформоване в 93-ю ескадрилью.
Найдовше «Геррови» служили в складі 271-ї ескадрильї як транспортні літаки, зокрема для підтримки військ союзників в Франції. Два «Геррови» евакуйовували поранених під час операції «Маркет-Гарден». Останні «Геррови» були списані тільки в 1945 році, після втрати семи літаків під час новорічного нальоту німецьких бомбардувальників.

## Тактико-технічні характеристики

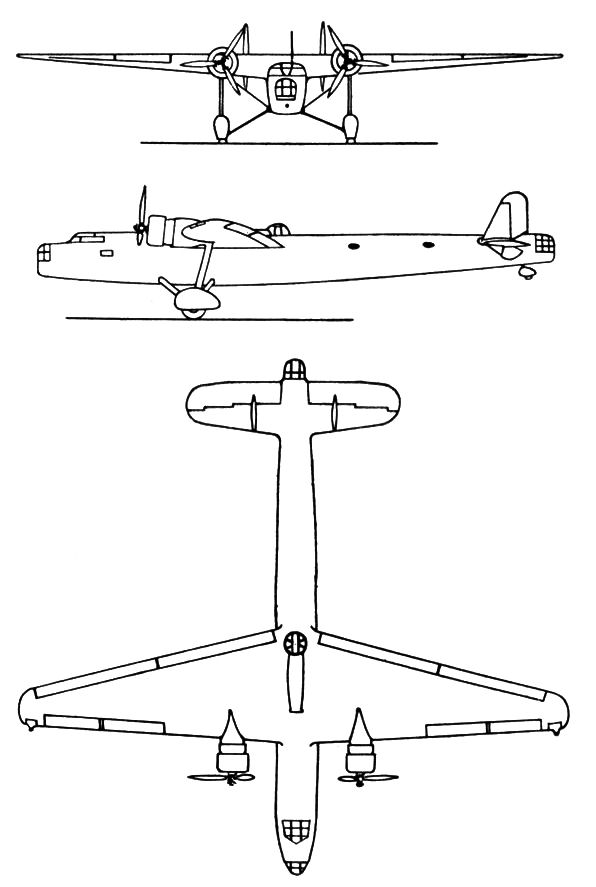

Дані з Consice Guide to British Aircraft of World War II

### Технічні характеристики
- Екіпаж: 4-5 осіб
- Довжина: 25,04 м
- Висота: 5,92 м
- Розмах крила: 26,95 м
- Площа крила: 101,26 м ²
- Маса порожнього: 6169 кг
- Максимальна злітна маса: 10 433 кг
- Двигуни: 2 × Bristol Pegasus XX
- Потужність: 2 × 925 к. с. (690 кВт.)

### Льотні характеристики
- Максимальна швидкість: 322 км/год (на висоті 3050 м)
- Крейсерська швидкість: 262 км/год (на висоті 4570 м)
- Дальність польоту: 2012 км
- Практична стеля: 6950 м

### Озброєння
- Захисне:
  - 1 × 7,7-мм кулемет в носовій турелі
  - 1 × 7,7-мм кулемет в верхній турелі
  - 2 × 7,7-мм кулемети в хвостовій турелі
- Бомбове:
  - 1361 кг. бомб